# 炼钢

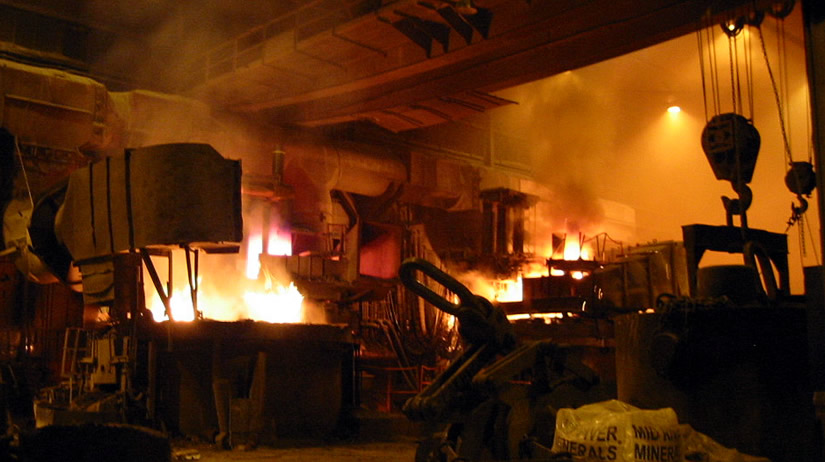
煉鋼廠裡的二個電弧爐

炼钢是用铁矿（可能包括廢鐵）產生鋼的製程。在炼钢過程中會去除氮、矽、磷、硫等雜質，也會控制碳的含量在一定的比例。炼钢時也可能會依照不同的鋼質等級要求，加入像是錳、鎳、鉻、碳及釩等合金元素，以製成合金鋼。

## 历史

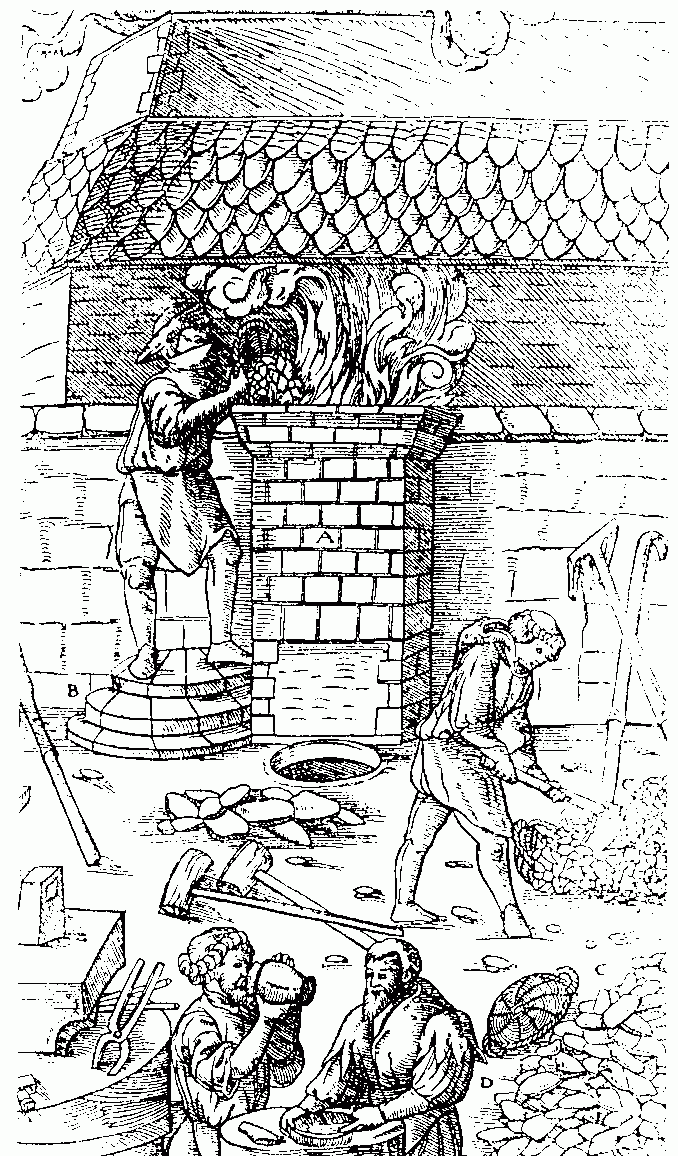
中世紀時的鍛鐵爐熔煉

### 古代鋼
鐵器最早出现在公元前4000年的古埃及與蘇美，是从隕铁获得。公元前3000年至公元前2000年，在小亞細亞，埃及與美索不達米亞越來越多地由铁隕石中提練鐵。
最早的鋼出土於土耳其安那托利亞的卡曼-卡莱霍尤克遺跡，約有四千年的歷史。公元前1400年東非人也用碳炉炼钢。中國台西遺址和劉家河商墓也出土了公元前14世纪时商朝的五件铁刃铜钺。鐵在當時属于煉銅的副產品，稱為海綿鐵，可能是用锻铁炉燒碳熔炼。
在公元前4世紀，伊比利亞半島出產了像利刃彎刀這種鋼兵器，而古羅馬軍隊則在用諾里庫姆出產的鋼兵器。在戰國時代（公元前403－221年）中國用淬火來硬化鋼材，而到了汉朝将熟鐵和鑄鐵熔在一起炼出了中碳鋼。東非的哈亞人在接近2,000年前發明了一種高熱高爐，使得他們在那個時候能用1,802 ℃的高溫來鍛造碳鋼。

### 坩埚钢
斯里蘭卡的莎瑪納拉威瓦发现了建于公元前1000年的炼铁炉，利用季风送風能够生产出高碳钢。印度在公元前300年就開始生產烏茲鋼。中东大马士革地区进口乌兹钢打造出大马士革钢。自從烏茲鋼的鍛造法在公元五世紀從印度傳入了中國，中國人除了使用他們本身原創的鍛鋼法，也採用了烏茲鋼的生產法，做出來的鋼叫做鑌鐵。烏茲鋼也叫大馬士革鋼，以其耐用性，與所製刀刃不易損而聞名。最早是由多種不同的材料製成，當中包括各種稀有元素。它本質上是一種以鐵為主的複雜合金。最近研究指出，它的內部結構中含有碳納米管，所以這可能就是它那有名特性的來源，介於當時的鑄造技術有限，做出這種結構大概是出於偶然，而不是有意。送風式爐用的是天然風，爐內放置含鐵的土壤，並用木材加熱。古代的僧伽羅人成功從每兩噸的土壤中提煉出一整噸的鋼材，當時來說可謂成就卓越。考古學家在莎瑪納拉威瓦找到了這樣的一個爐，並成功用古人的方法來生產鋼鐵。
把純鐵與碳（一般是木炭）放在一起於坩堝內慢慢加熱，冷卻後就能得到坩堝鋼，在公元九至十世紀前，梅爾夫這個地方就已經在生產坩堝鋼。在十一世紀，有證據指出宋朝的中國共有兩種煉鋼法：一種把小量熟鐵跟鑄鐵熔在一起，用於生產不均勻的次等鋼；另一種是現代貝塞麥煉鋼法的前身，透過在冷爐風下的重覆鍛造，達到不完全除碳的效果。

### 現代煉鋼

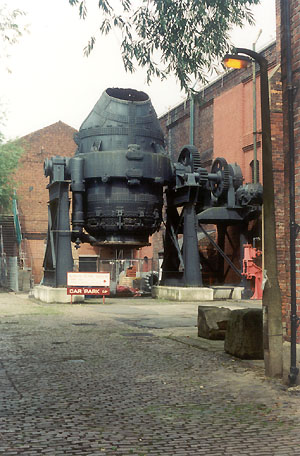
一座位於英格蘭錫菲爾德的貝塞麥轉爐

從十七世紀起，歐洲式煉鋼的第一步就是用高爐把鐵礦煉成生鐵。最早期爐子裏燒的是木炭，現代方法則改為燒焦炭，事實證明後者要比前者便宜得多。

#### 從鐵條開始的過程
在這些過程中，生鐵需要在精煉廠中接受精煉，以生產出鐵條（熟鐵），之後再拿鐵條去煉鋼。
用滲碳法煉鋼的程序被記載於一篇在1574年布拉格出版的論文中，並且早在1601年紐倫堡人就在用這方法煉鋼。一本在1589年那不勒斯出版的書中有提及相近的方法，用於製作經表面硬化的盔甲與銼。這套程序在1614年被引入英格蘭，而巴茲爾·布魯克爵士於1610年代在什羅普郡的柯爾布魯德爾生產這種鋼。這套方法的原材料是熟鐵造的鐵條。在十七世紀期間，最好的熟鐵是瑞典斯德哥爾摩以北所產的厄勒格倫德鐵。到了十九世紀這種鐵還是最常用的原料，也就是在用這套方法的期間，幾乎用的都是這種鐵。
在坩堝裏燒出來的鋼叫坩堝鋼，它是沒有經過鍛造的，因此成品會比均勻。以前大部份的爐都不能達到能熔掉鋼的溫度。現代的坩堝鋼工業最早是由本傑明·漢特斯曼於1740年代的發明所衍生的。一般會把滲碳鋼（以滲碳法製成的鋼）放在坩堝或熔爐裏面熔掉，然後鑄成鋼錠。

#### 從生鐵開始的過程
煉鋼的現代史從1858年

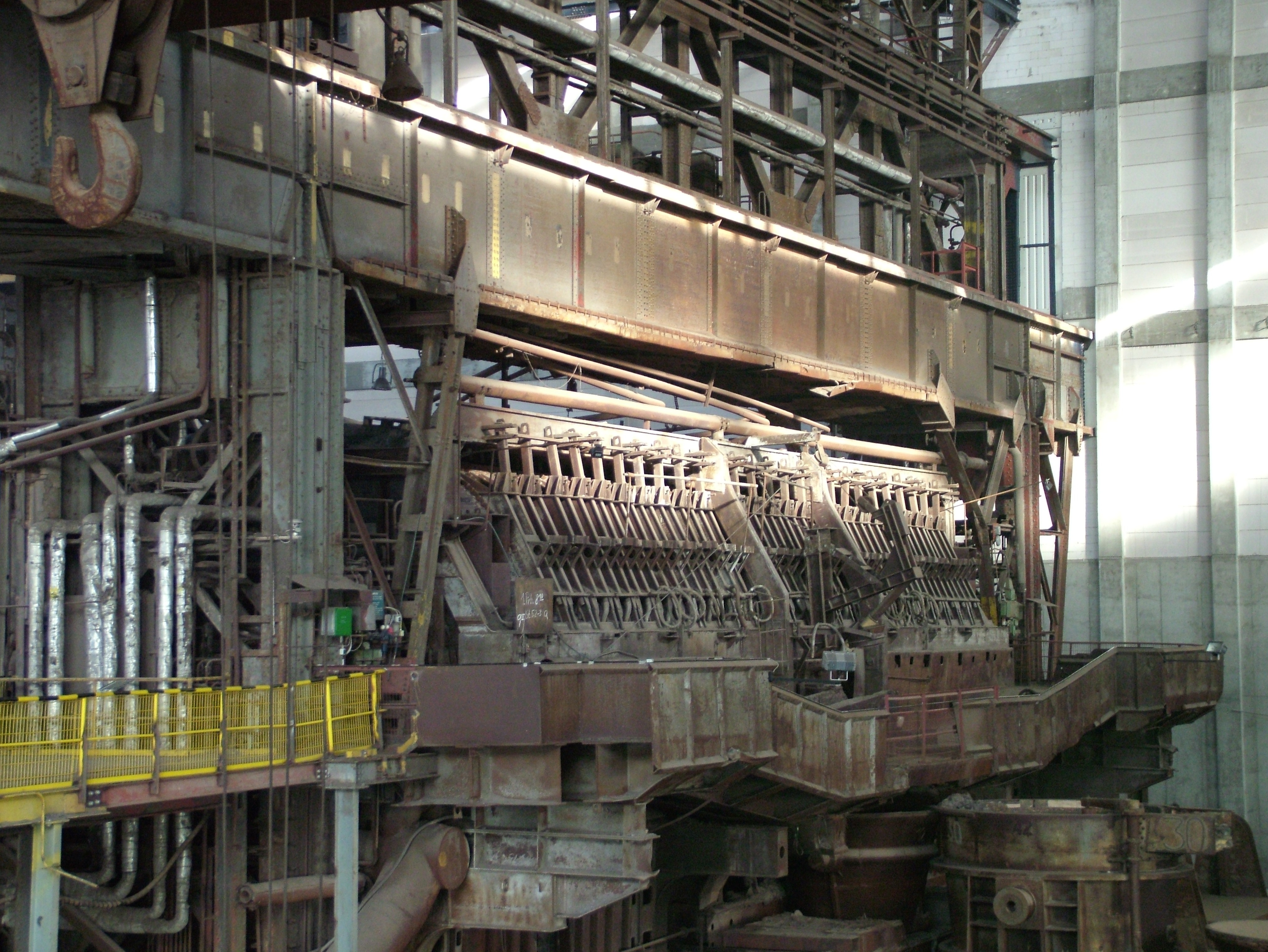
位於勃蘭登堡工業博物館的一台西門子－馬丁烤鋼爐

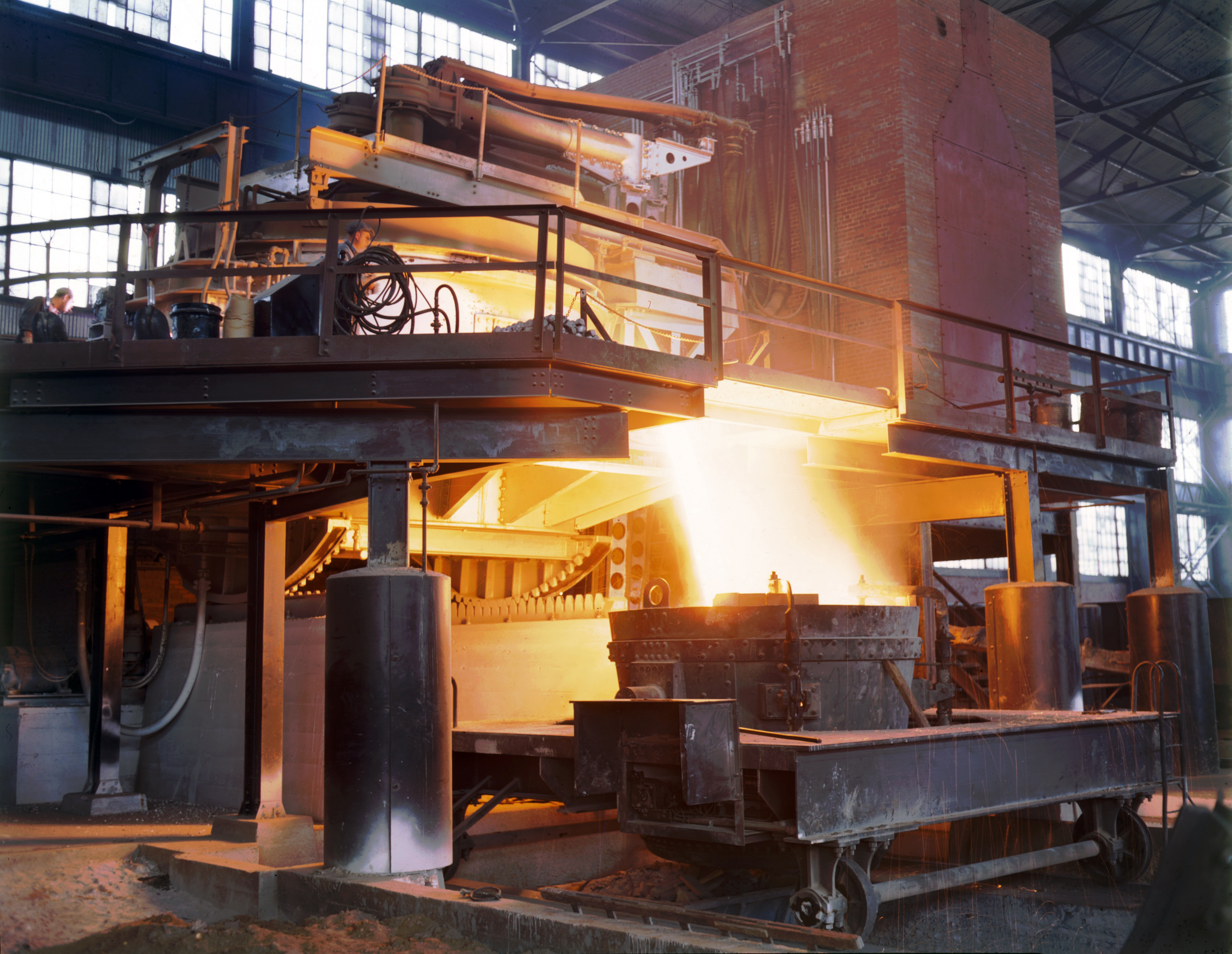
從電弧爐倒出來的白熱鋼

引進亨利·貝塞麥的貝塞麥煉鋼法開始。他的原料是生鐵。他的煉鋼法讓低成本大量生產變得可行，因此從前用熟鐵的地方現在都用軟鋼。吉爾克萊斯特-托馬斯煉鋼法（或基本貝塞麥煉鋼法）是貝塞麥煉鋼法的改良版，就是在轉爐內部鋪上一層鹽基材料，以達到除磷的效果。煉鋼的另一項改良就是西門子－馬丁煉鋼法，能夠補足貝塞麥煉鋼法的缺點。
在使用碱性氧氣煉鋼的林茨－多納維茨煉鋼法出現後，上述的煉鋼法都被淘汰了，碱性氧氣煉鋼法及其他氧氣煉鋼法是在1950年代被開發出來的。碱性氧氣煉鋼法比其他方法優勝是因為，被泵到表面上的氧氣會限制雜質，而從前雜質能夠從所用的空氣中進入。時至今日，用電弧爐來重新處理廢金屬是很常見的，處理後能生產出新的鋼。它也可用於把生鐵轉化成鋼，但需要使用大量電力（每噸需要約440 kWh），所以一般只能在有大量廉價電力供應的情況下才有經濟效益。
炼钢的工藝已存在上千年，
但一直到十九世紀中才商業化，進行大量生產。像坩堝鋼製程就是古代的炼钢製程。在1850年代以及1860年的贝塞麦转炉炼钢法及平炉炼钢法讓炼钢變成重工業的一部份。
現今炼钢的商業製程主要有二種，分別是以高爐中的液態生鐵以及廢鐵為主要材料的鹼性氧氣煉鋼，以及用廢鐵或直接還原鐵（DRI）為主要材料的電弧爐（EAF）煉鋼。氧氣煉鋼主要是以鋼爐中反應的放熱特性作為其燃料。而EAF煉鋼是由電能來熔化廢鐵或直接還原鐵。近年來的EAF煉鋼也使用比較多的化學能，因此也比較類似氧氣煉鋼。
炼钢是世界上主要的溫室氣體排放產業之一。截至2020年，全世界炼钢排放的溫室氣體約佔總數的10%。為了氣候變化緩解，產業需要找到可以大幅減少溫室氣體排放的方法。McKinsey公司在2020年提出了一些可能可以減少溫室氣體排放的技術，包括碳捕捉、製造時的再利用、以及將電弧爐的電源改用太陽能或是風能，或是在製程中製造潔淨燃料氫氣。

## 外部連結
- 短片 The Drama of Steel (1946) 可在互联网档案馆自由下载
- U.S. Steel Gary Works Photograph Collection, 1906–1971 （页面存档备份，存于）
- '"Steel for the Tools for Victory", Popular Science (December 1943) large detailed article with numerous illustrations and cutaways on the modern basics of making steel